# Marya Delvard
Marya Delvard (Réchicourt-le-Château, 1874. szeptember 11. –‎ Pullach im Isartal, 1965. szeptember 25.) a kabaré egyik első sztárja, dizőz, sanzonénekesnő volt; „femme fatale”.

## Élete és pályafutása
Sápadt volt és sovány, fekete vagy lila ruhában lépett föl. Az egyik úttörője volt a francia chansonoknak és a német kabaré-daloknak.
Apja francia tanár volt. Münchenben tanult klasszikus éneket, zenét.
Egyik alapítója volt a Tizenegy hóhér nevű kabarénak, ami 1901-1903 között működött München-Schwabingben.
Innen a francia származású konferanszié Marc Henryvel együtt Bécsbe ment, akivel, és Hannes Ruch-hal létrehozták a Cabaret Nachtlichtot. Az 1907-ben Bécsben megnyitott Fledermaus kabaréban szintén jelen volt.
Németországot és Franciaországot járta Marc Henryvel. 1929-ben Svájcba ment. 1930-tól 1939-ig Bécsben élt. 1939-ben Franciaországba emigrált. 1958-ban visszatért Münchenbe.

## Plakát

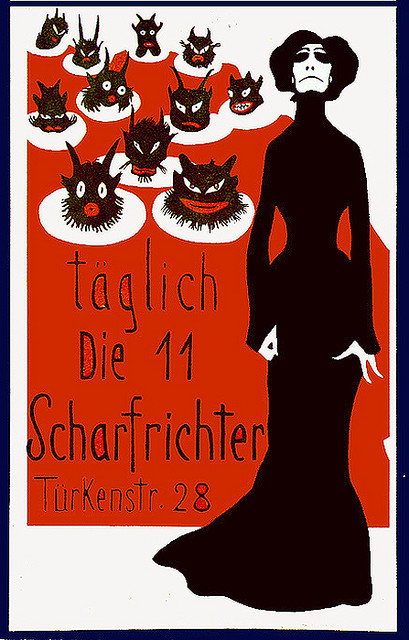
Thomas Theodor Heine plakátja 1911-ből